# Christopher Newport

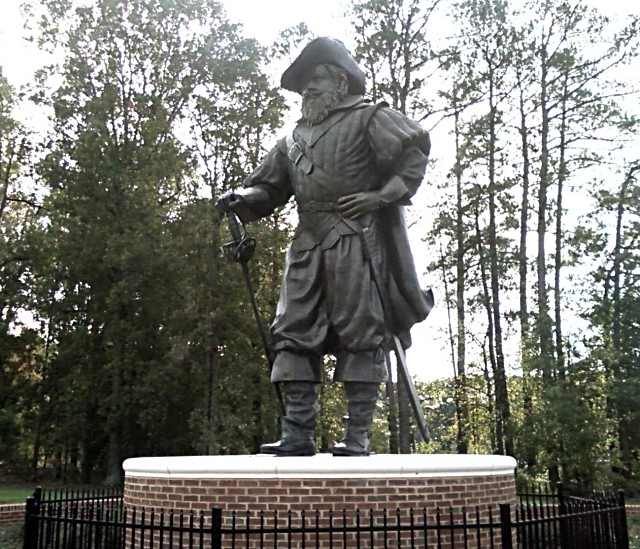
Statue von Christopher Newport an der Christopher Newport Universität

Christopher Newport (getauft am 29. Dezember 1561 in Harwich, England; † 15. August 1617 oder kurz danach in Bantam auf Java, damals zu Niederländisch-Indien gehörend) war ein englischer Seefahrer und Pirat, der als Mitbegründer der Kolonie Jamestown in Virginia angesehen wird.

## Leben

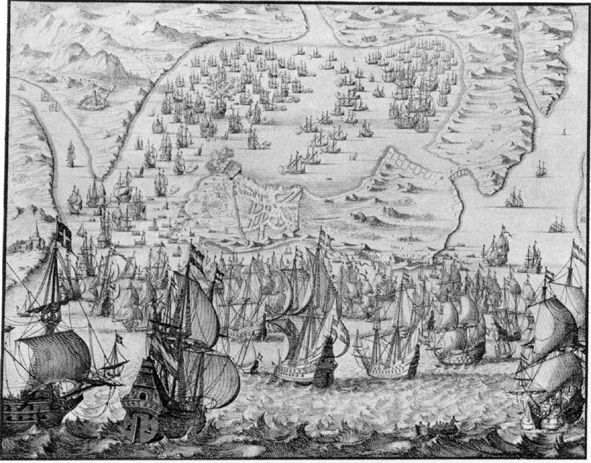
Die englisch-niederländische Flotte von Cadiz, 1592

Newport wurde als Sohn des gleichnamigen Christopher Newport, eines Schiffsführers, und dessen Frau Jane im Jahr 1561 geboren. Er segelte am 3. November 1580 von Harwich aus an Bord der Handelsschiffs Minion of London nach Brasilien. Nach Meinungsverschiedenheiten zwischen der Besatzung und dem Schiffskapitän Stephen Hare verließ er mit einigen Crewmitgliedern 1581 bei Baya (Bahia) das Schiff. Um das Jahr 1582 kehrte er vermutlich nach Harwich zurück und heiratete dort am 19. Oktober 1584 Katherine Proctor. Im Folgejahr begannen die Konflikte zwischen England und Spanien in deren Verlauf die Regenten beider Länder Kaperbriefe an private Seeleute ausgaben, um den Gegnern zu schaden.
Newport machte sich schnell einen Namen als guter Seefahrer. Er wurde 1590 Kapitän eines Schiffes, nachdem er einige Jahre als Freibeuter im Auftrag der englischen Königin Elisabeth I. spanische Siedlungen und Schiffe überfallen hatte. Er war unter anderem mit der Flotte von Sir Francis Drake am Angriff auf die spanische Flotte vor Cádiz beteiligt und kämpfte dort gegen die spanische Armada. Sein erstes Kommando hatte er auf der Little John, dem Schiff eines Kaufmannes aus London, mit dem er sich weiterhin an den Überfällen in Karibik beteiligte. Während dieser Zeit verlor er im Kampf seinen rechten Arm. Ein weiteres Kommando führte er auf der Golden Dragon und es gelang ihm im Jahr 1592, das mit Schätzen beladene portugiesische Schiff die Madre de Dios zu kapern. Zudem wurde er Miteigner der in der Mitte der 1590er Jahre aufgebrachten Neptune.
Newport wurde 1606 von Bartholomew Gosnold und dessen Sponsor Sir Thomas Smyth von der Virginia Company beauftragt, eine Kolonisierungsmission in die „Neue Welt“ durchzuführen. So ließ er im Dezember 1606 die Segel setzen und verließ London, wobei er das Kommando über die Discovery, die Godspeed und die Susan Constant innehatte. Die kleine Flotte, die die englische Siedler nach Nordamerika bringen sollte, traf am 26. April 1607 in der Chesapeake Bay in Virginia ein. Sie gingen bei Cape Henry an Land, wo Newport als Mitglied einer siebenköpfigen Führungsgruppe nach den versiegelten Anweisungen der Virginia Company eine neue Kolonie etwas landeinwärts am James River gründete, die sie „Jamestown“ nannten. Newports Aufgabe war es, Siedler nach Amerika zu verschiffen sowie Handelswaren und Erzeugnissen aus dem Bergbau nach England zu transportieren.
In den letzten Jahren seines Lebens unternahm er drei lange Handelsreisen im Dienst der East India Company in den Fernen Osten und begleitete die ersten englischen Botschafter nach Persien und Indien.
Nach Newport wurde die 1961 gegründete Christopher Newport University in Newport News, Virginia benannt.